# Richard Kapuš
Richard Kapuš, född 9 februari 1973 i Bratislava, Slovakien, är en slovakisk före detta professionell ishockeyspelare.
I Sverige spelade han för Luleå HF i slutet av säsongen 2003-04.